# Cymodoce picta
Cymodoce picta är en kräftdjursart som beskrevs av Brocchi 1875. Cymodoce picta ingår i släktet Cymodoce och familjen klotkräftor. Inga underarter finns listade i Catalogue of Life.